# Marie av Schwarzburg-Rudolstadt
Marie av Schwarzburg-Rudolstadt, född 1850, död 1922 i Haag, var storhertiginna av Mecklenburg-Schwerin 1868–1883 som gift med storhertig Fredrik Frans II av Mecklenburg-Schwerin. 
Hon var dotter till prins Adolf av Schwarzburg-Rudolstadt (1801–1875) och Mathilde av Schönburg-Waldenburg.
Hon var hertiginna av Mecklenburg-Schwerin, gift i Rudolstadt 1868 med storhertig Fredrik Frans II av Mecklenburg-Schwerin i hans tredje äktenskap. Paret fick fyra barn.
Hon dog 1922 i Haag under ett besök hos sin son, prins Henrik av Mecklenburg-Schwerin, gift med drottning Vilhelmina av Nederländerna.